# کریستین جاردلر
کریستین جاردلر (انگلیسی: Christian Järdler؛ زادهٔ ۳ ژوئن ۱۹۸۲) بازیکن فوتبال بازنشسته و مربی اهل سوئد است.
از باشگاه‌هایی که در آن بازی کرده‌است می‌توان به باشگاه فوتبال هلسینگبورگس، باشگاه ورزشی گنچلربیرلیغی، باشگاه فوتبال مالمو و باشگاه فوتبال هالمستاد اشاره کرد.
وی همچنین در تیم ملی فوتبال زیر ۲۱ سال سوئد بازی کرده‌است.